# آرمشتدت
آرمشتدت (به آلمانی: Armstedt) یک شهر در آلمان است که در زگه‌برگ واقع شده‌است. آرمشتدت ۳۹۳ نفر جمعیت دارد.